# حسین الرمیحی
حسین الرمیحی (عربی: حسين الرميحي؛ زادهٔ ۱۲ سپتامبر ۱۹۷۴) یک بازیکن فوتبال اهل قطر است.

## باشگاهی
از باشگاه‌هایی که در آن بازی کرده‌است می‌توان به القطر اشاره کرد.

## تیم ملی
وی همچنین در تیم ملی فوتبال قطر بازی کرده است.